# Glenea nigra
Glenea nigra é uma espécie de escaravelho da família Cerambycidae.